# Romanel-sur-Lausanne
Romanel-sur-Lausanne is een gemeente en plaats in het Zwitserse kanton Vaud, en maakt deel uit van het district Lausanne.
Romanel-sur-Lausanne telt 3164 inwoners.